# Utforskaren
Utforskaren (engelska: Windows Explorer) är ett filhanteringsverktyg i Microsoft Windows. Utforskaren introducerades med Windows 95 och ersatte då Filhanteraren som fanns i Windows 3 och tidigare.
Webbläsaren Internet Explorer var i sin första version en utveckling av Windows Explorer, och blev sedan i princip samma program (fr.o.m. Windows 98/Internet Explorer 4.0). Om man anger en webbadress blir det en webbläsare, medan man också kan använda den som en filhanterare för de filer som finns på den egna datorn eller i nätverket. 
Sedan Windows XP är valet Utforskaren nedtonat på Windows Start-meny. Motsvarande funktion nås däremot från menyvalet och skrivbordsikonen Den här datorn. I själva verket länkas musklicken i båda fallen till programmet explorer.exe. Explorer är engelska ordet för utforskare. Användargränssnittet har blivit mer lättanvänt i och med att varje fil som markeras genererar en rad snabblänkar i programmet som beror på filtypen. T.ex. kan en bildfil skapa länkar till att redigera bild, visa i bildspel, kopiera eller skriva ut.